# Березники (Комсомольский район)
Березники — село в Комсомольском районе Ивановской области России, входит в состав Подозёрского сельского поселения.

## География
Село расположено на берегу реки Лахость в 5 км на юго-восток от центра поселения села Подозёрский и в 25 км на север от райцентра города Комсомольск.

## История
В XVII веке по административно-территориальному делению село входило в Костромской уезд, вероятно, в Сорохотский стан. В 1628 году упоминается церковь «собор Пречистые Богородицы в селе Березниках в Писцовском приселке». В 1653 году «у сей церкви двор попов, 3 двора церковных причетников, да в приходе 85 дворов крестьян».
Каменная Соборо-Богородицкая церковь с колокольней была построена в 1748 году. При ней располагалась древняя деревянная церковь, построенная в 1724 году. Престолов в каменной церкви было три: в летней — в честь Собора Пресвятой Богородицы, в зимней: правый — в честь Смоленской иконы Божией Матери, левый — в честь Рождества Иоанна Предтечи. В деревянной церкви был один престол — в честь Собора Пресвятой Богородицы.
В конце XIX — начале XX века село являлось центром Березниковской волости Нерехтского уезда Костромской губернии, с 1918 года — Иваново-Вознесенской губернии.
С 1929 года село входило в состав Кузнецовского сельсовета Писцовского района Ивановской области, с 1932 года — в составе Комсомольского района, с 1954 года — центр Березниковского сельсовета, с 1976 года — в составе Коромысловского сельсовета, с 2005 года — в составе Подозёрского сельского поселения.

## Население
| 1872 | 1897 | 1907 | 2002 | 2010 |
| ---- | ---- | ---- | ---- | ---- |
| 309  | ↗344 | ↗378 | ↘110 | ↘79  |

## Достопримечательности
В селе расположена недействующая Церковь Собора Пресвятой Богородицы (1748).